# Glischrocaryon roei
Glischrocaryon roei là một loài thực vật có hoa trong họ Haloragaceae. Loài này được Endl. miêu tả khoa học đầu tiên năm 1838.